# Nieuwaal
Nieuwaal is een dorp in de Bommelerwaard in de gemeente Zaltbommel in de Nederlandse provincie Gelderland. Het heeft 550 inwoners (per 1 januari 2023).
Nieuwaal maakte, samen met Gameren, tot 1955 deel uit van de zelfstandige gemeente Gameren, vervolgens behoorde het dorp tot 1999 bij de gemeente Kerkwijk.

## Bezienswaardigheden
- De voormalige Hervormde kerk, tegenwoordig behorend tot de Hersteld Hervormde Gemeente
- De kerk van de Gereformeerde Gemeenten in Nederland

## Natuur en landschap
Nieuwaal ligt aan de Waal tegenover Hellouw. Nieuwaal ligt in het rivierkleigebied van de Bommelerwaard op een hoogte van ongeveer 2 meter. In het oosten vindt men de Gamerense Waarden en in het westen de Breemwaard. Dit zijn uiterwaarden welke als natuur- en overstromingsgebied dienen. Hier liggen tal van plassen.
De omgeving van Nieuwaal wordt gekenmerkt door grootschalige tuinbouw. Ten zuiden van Nieuwaal ligt het natuurgebied De Lieskampen.

## Onderwijs
Nieuwaal heeft een protestants-christelijke basisschool genaamd De Regenboog.

## Geboren in Nieuwaal
- Gummbah (= Gertjan van Leeuwen) (1967), cartoonist, striptekenaar
- Jinte Bos  (04-09-2002), rolstoeltennisster

## Nabijgelegen kernen
Zuilichem, Gameren, Hellouw (aan overkant van de rivier, zonder verbinding)